# هرگز سست نشو
هرگز سست نشو (انگلیسی: Never Weaken) یک فیلم کمدی صامت کوتاه به کارگردانی فرد سی. نیومیر و سام تیلور است که در سال ۱۹۲۱ منتشر شد. از بازیگران این فیلم می‌توان به هارولد لوید، میلدرد دیویس، جرج رو، چارلز استیونسون، ویرا وایت، والاس هاو و ویلیام گیلسپی اشاره کرد.